# Алиев, Жуматай Алиевич
Жуматай Алиев (каз. Жұматай Әлиұлы Әлиев; 20 июня 1952, село Байкадам, Сарысуский район, Жамбылская область, Казахская ССР) — казахстанский учёный, государственный и политический деятель. Депутат Мажилиса парламента Казахстана V созыва от Ассамблеи народа Казахстана (2012—2016). Философ, экономист. Доктор философских наук, профессор, академик АСН Республики Казахстан, академик МАИ.

## Карьера[1]
Родился в 1952 году в Джамбулской области. Окончил с отличием философский факультет Ленинградского государственного университета (1974), Алма-Атинский институт народного хозяйства (1983). После окончания университета работал преподавателем Алма-Атинского государственного медицинского института.
- В 1977—1982 годах работал инструктором Алма-Атинского горкома ЛКСМК, вторым секретарем Фрунзенского райкома ЛКСМК, инструктором Алатауского райкома партии.
- 1982—1983 — старший инженер-технолог, заместитель главного инженера Алма-Атинского городского молочного завода.
- 1983—1997 — старший преподаватель Алма-Атинского архитектурно-строительного института, заведующий кафедрой социально-экономических дисциплин АЗВИ, руководитель центра гуманитарной подготовки КазГосАгрУ.
- 1997—2001 гг. — президент, ректор Центрально-Азиатского университета.
- 2001—2008 гг. — заведующий секретариатом Ассамблеи народа Казахстана Администрации Президента Республики Казахстан, заместитель председателя Ассамблеи народа Казахстана.
- 2008—2012 гг. — профессор, председатель попечительского совета Центрально-Азиатского университета, руководитель общественного фонда «Стабильный Казахстан».
- С января 2012 года по январь 2016 года — депутат Мажилиса Парламента Республики Казахстан пятого созыва от Ассамблеи народа Казахстана[2][3]. Руководитель депутатской группы «Ассамблеи народа Казахстана».

## Выборы Президента 2019 года
Был выдвинут кандидатом на выборах Президента Республики Казахстан 2019 года общественным объединением «Халық демографиясы».
2 мая 2019 года в Центризбиркоме по результатам состоявшегося экзамена лингвистическая комиссия приняла решение, что кандидат в президенты не владеет свободно государственным языком.
В связи с этим, Общественное объединение «Халық демографиясы» заявила о своём несогласии с Постановлением ЦИК РК от 02.05.2019 года и Протоколом о несоответствии своего кандидата.

## Взгляды
Считает, что наряду с религиоведением в учебных заведениях нужно вводить курс атеизма: «Вот мы говорим о религиоведении, но мы должны говорить и об атеизме. В религиозных институтах преподается атеизм, и в обычных вузах тоже должен преподаваться атеизм. С утра до вечера находиться в мечети — это же не есть воспитание».

## Законотворчество
Известен своей законодательной инициативой в 2013 году по выплате холостякам старше 30 лет 300 тысяч тенге (около 2000 долл. США) в качестве премии за женитьбу в том случае, если в семье родится ребёнок. Предлагалось таким образом укрепить семейные узы и оказать финансовую поддержку молодым семьям.
В 2013 году выступил с инициативой о запрете искусственного прерывания беременности (абортов) в Казахстане с целью доведения численности населения Казахстана до 20 млн человек к 2020 году.

## Награды
- Орден Достык 2 степени (2017)[7]
- Орден «Барыс» 3-й ст. (2005) — за заслуги в сфере национальной политики и межэтнических отношений, укрепление Ассамблеи народа Казахстана[8].
- Орден «Барыс» 2-й ст. (2011) — за значительный вклад в социально-экономическое и культурное развитие страны, укрепление дружбы и сотрудничества между народами, активную общественную деятельность[9].
- Медаль «За укрепление парламентского сотрудничества» (26 ноября 2015 года, Межпарламентская ассамблея СНГ) — за особый вклад в развитие парламентаризма, укрепление демократии, обеспечение прав и свобод граждан в государствах — участниках Содружества Независимых Государств[10].